# Église de la Décollation-de-Saint-Jean-Baptiste de Breuilaufa
Pour les articles homonymes, voir Église de la Décollation-de-Saint-Jean-Baptiste.
L'église de la Décollation-de-Saint-Jean-Baptiste est une église catholique située à Breuilaufa, en France.

## Localisation
L'église est située dans le département français de la Haute-Vienne, sur la commune de Breuilaufa.

## Historique
L'édifice qui date du XIIIe siècle faisait partie de la commanderie hospitalière de Breuilaufa et était le chef-lieu de la paroisse du même nom. L'existence de l'église en tant que paroisse de l'ordre de Saint-Jean de Jérusalem est avérée depuis 1288, la commanderie l'étant en 1310. Breuilaufa faisait partie du grand prieuré et de la langue d'Auvergne. Au gré des remembrements du grand prieuré, Breuilaufa est devenu un membre de la commanderie de Limoges appelée également commanderie du Palais.
L'église est inscrite au titre des monuments historiques le 13 décembre 1978.